# Europska banka za obnovu i razvoj
Europska banka za obnovu i razvoj (EBOR) (engl. European Bank for Reconstruction and Development – EBRD) osnovana je 15. travnja 1991. godine sa sjedištem u Londonu s ciljem olakšavanja tranzicije sedam planskih privreda bivših socijalističkih država (Bugarska, Čehoslovačka, Mađarska, Poljska, Rumunjska, SSSR i SFRJ) na tržišnu privredu. Najveći dio njenih sredstava usmjerava se u zajmove za privatizaciju. Uvjet za njihovo korištenje je poštovanje ljudskih prava, razvijanje višestranačke demokracije, izgradnja pravne države i tržišna orijentacija. Članice EBOR-a su 64 zemlje.
Hrvatska je postala članicom 15. travnja 1993. godine.

## Vanjske poveznice
- Službene web stranice Europske banke za obnovu i razvoj